# 小行星6950
小行星6950（6950 Simonek）是一颗围绕太阳公转的小行星。1982年12月22日，弗朗索瓦·多桑（François Dossin）在上普罗旺斯发现了此天体。
这颗小行星的绝对星等为113.477243007543等。